# Tinhela e Alvarelhos
Tinhela e Alvarelhos é uma freguesia portuguesa do município de Valpaços, com 28,22 km² de área e 261 habitantes (censo de 2021). A sua densidade populacional é 9,2 hab./km².

## História
Foi criada aquando da reorganização administrativa de 2012/2013, resultando da agregação das antigas freguesias de Tinhela e Alvarelhos.

## Demografia
A população registada nos censos foi:
| Distribuição da População por Grupos Etários | Distribuição da População por Grupos Etários | Distribuição da População por Grupos Etários | Distribuição da População por Grupos Etários | Distribuição da População por Grupos Etários |
| -------------------------------------------- | -------------------------------------------- | -------------------------------------------- | -------------------------------------------- | -------------------------------------------- |
| Ano                                          | 0-14 Anos                                    | 15-24 Anos                                   | 25-64 Anos                                   | > 65 Anos                                    |
| 2001                                         | 47                                           | 44                                           | 200                                          | 134                                          |
| 2011                                         | 23                                           | 24                                           | 160                                          | 126                                          |
| 2021                                         | 14                                           | 12                                           | 107                                          | 128                                          |

À data da junção das freguesias, a população registada no censo anterior (2011) foi:
| Freguesia atual      | Freguesia atual  | Freguesia atual | Freguesias antigas | Freguesias antigas | Freguesias antigas |
| Freguesia            | População (2011) | Área (km²)      | Freguesia          | População (2011)   | Área (km²)         |
| -------------------- | ---------------- | --------------- | ------------------ | ------------------ | ------------------ |
| Tinhela e Alvarelhos | 333              | 28,22           | Tinhela            | 196                | 15,34              |
| Tinhela e Alvarelhos | 333              | 28,22           | Alvarelhos         | 137                | 12,89              |